# آنتونی دی لانگیس
آنتونی دی لانگیس (به انگلیسی: Anthony De Longis) (زاده ۲۳ مارس ۱۹۵۰) بازیگر، بدل‌کار، طراح رقص آمریکایی است.
از فیلم‌های معروف او می‌توان به بازی در فیلم میخانه کنار جاده اشاره کرد.